# Fontänhuset
Fontänhuset (en. Fountain House) är en internationell rörelse av verksamheter, så kallad klubbhus, för personer med psykisk ohälsa. I Sverige finns 14 Fontänhus.
Fountain House startades i New York 1948 av före detta patienter på mentalsjukhuset Rockland State Hospital då de ansåg att mentalvården institutionaliserar patienter och betraktar dem som enbart sjuka utan att erbjuda vägar till ett friskt liv. Deras ambition var att skapa ett alternativ till den traditionella psykiatriska vården med fokus på det friska. Det finns idag drygt 300 Fontänhus som jobbar efter samma riktlinjer i över 30 länder .

## Historia (USA)
Under den senare delen av 1940-talet startade sex personer, som tidigare varit under behandling på Rockland State Hospital, en gemensam grupp kallad “We Are Not Alone" (Vi är inte ensamma). Denna grupp startade de för att hålla kontakten och skapa en gemensamhet efter sin tid av sjukhusbehandling. De möttes till en början på New York Public Library där de gjorde olika aktiviteter tillsammans och även stöttade varandra i den dagliga kampen för att nå ett friskare psykiskt liv. De ansåg att vården för psykisk ohälsa var institutionaliserande för patienter och att det inte heller fanns någon verksamhet som passade deras livssituation. Det första kända mötet är daterat år 1944 och leddes av Michael Obolensky (en av de tidigare patienterna på RSH)  och Elizabeth Schermerhorn (en tidigare volontär inom jobbet med psykisk ohälsa). Tio medlemmar plus Schermerhorn närvarade vid mötet.
1948 hade de lyckats utöka sin grupp ytterligare och även lyckats att attrahera en del sponsorer vilket resulterade i att de startade sitt första klubbhus i New York city i helt egna lokaler. I samband med detta skapades en verksamhet kring detta hus som kom att bli känd under namnet Fountain House. 
1955 utsågs John Beard, en socialarbetare från Michigan, till verkställande direktör för verksamheten. Han började anställa arbetslösa medlemmar för att hjälpa honom att underhålla byggnaden och delar av verksamheten. 
1958 skrevs de första riktlinjerna för verksamheten och dessa kom att lägga grunden för dagens riktlinjer. Fountain House började även att säkra kontrakt för lägenheter i samhället som skulle hjälpa behövande inom verksamheten att hitta boende. Styrelseledamoten Hetty Richard tecknade personligen många av dessa kontrakt.
1959 kom det första beviset på verksamhetens inverkan på medlemmarna, genom en utmärkelse från National Institute of Mental Health". Tillsammans med utmärkelsen kom även en tvåårig studie som påvisade att medlemmar i verksamheten som blir inlagda på sjukhus för psykisk ohälsa minskat med 30 procent.
1962 blev Arnold van Ameringen ordförande i styrelsen och kort därefter donerade van Ameringen Foundation $ 300 000 till kostnaden för en ny byggnad. Den nya byggnaden stod klar att flyttas in i 1965.
1977 testamenterade Karl Kellers en 200 hektar stor gård, High Point Farm, i nordvästra New Jersey till Fountain House. Karl Keller var tidigare kassör i styrelsen. Gården gav medlemmarna möjlighet att arbeta i lantlig miljö. Arbetsuppgifter man kunde göra där var bland annat att sköta om trädgårdarna men även något så ovanligt som att sköta alpackorna som fanns på gården.
2000 öppnade Fountain House ett galleri där medlemmars skapelser visas upp.
2005 donerade Peter B. Lewis $ 3 000 000 till Fountain House för konstruktionen av en friskvårdsenhet. Den nya friskvårdsenheten är även delvis tillägnad familjen Slocum som även donerat en större summa.
2008 firades det officiella 60-årsjubileet, tillsammans med över 1300 aktiva medlemmar.  
2014 utökades verksamheten och började även att stötta och hjälpa medlemmar som hoppat av sin utbildning på grund av sin psykiska ohälsa genom att engagera lärare och stödundervisare. Detta projekt fick även en egen lokal i New York.

## Fontänhusen i Sverige
Det första Fontänhuset i Sverige startades 1980 av Lis Asklund på Götgatan 38 i Stockholm. Asklund hade besökt New York ett par år tidigare och skrivit ett reportage i samband med resan: "I stället för sjukhus - Fountain House". Detta var även det första huset som öppnades utanför USA. Internationellt finns cirka 400 klubbhus, varav 14 i Sverige. 
De svenska fontänhusen är stiftelser eller ideella organisationer och drivs av anställd personal tillsammans med medlemmar som drabbats av psykisk funktionsnedsättning. Medlemskapet är frivilligt, livslångt, kostnadsfritt och inriktar sig på personer mellan 18 och 65 år. Lokala avvikelser och undantagsfall kan förekomma.
Verksamheterna styrs av 36 riktlinjer och finansieras av stat, landsting, kommun och privata sponsorer.
Enligt beräkningar är 2 300 medlemmar aktiva dagligen i verksamheten på något av klubbhusen i Sverige.[när?][källa behövs]

## Riktlinjer
De riktlinjer som följer är framtagna genom ett samarbete mellan de olika klubbhusen i världen. Principerna som uttrycks i riktlinjerna är centrala för fontänhusens arbete med rehabilitering av människor med psykisk ohälsa.
Det finns flera frågor som man fokuserar på, alltifrån individens hälsa till hjälp med dennes sociala och finansiella situation. Utbildning och arbetsliv/yrkesvägledning för individen har samma dignitet. Riktlinjerna kan ses som en rättighetsförklaring för fontänhusens medlemmar men också som ett etiskt regelverk för personal och styrelsemedlemmar. Ett Fontänhus skall garantera att dess medlemmar ges möjligheter till personlig utveckling och att man bemöts med respekt. Riktlinjerna är basen för arbetet i ett Fontänhus och ett verktyg för utvärdering av klubbhusens kvalité. Denna utförs av Clubhouse international CI (tidigare ICCD) och kallas ackrediteringsprocess (certifiering). Vartannat år går man igenom riktlinjerna, där finns det möjlighet till förändring. Arbetet utförs av Clubhouse internationals; ”Standards Review Committee”, som består av medlemmar och personal från olika certifierade klubbhus världen över.
Medlemskap
1. Medlemskap är frivilligt och utan tidsbegränsningar.
2. Klubbhuset har kontroll över vem man accepterar som nya medlemmar. Medlemskap är öppet för alla med erfarenhet av psykisk ohälsa. Detta gäller inte om personen (av olika skäl) utgör ett hot mot säkerheten på klubbhuset.
3. Medlemmar väljer själv på vilket vis de vill använda huset och vilken personal de vill arbeta med. Det finns inga formella överenskommelser, kontrakt, scheman eller regler med syfte att tvinga fram medlemmars deltagande.
4. Alla medlemmar har samma tillgång till husets möjligheter. Diagnos och funktionsnivå skall inte spela någon roll.
5. Medlemmar medverkar, om de vill, i skrivandet av alla dokument angående deras deltagande i klubbhuset. Dessa dokument skall undertecknas av både medlem och anställd.
6. Medlemmar har en omedelbar rätt att återkomma till klubbhuset efter frånvaro, oavsett längd. Detta gäller inte om de (av olika skäl) utgör ett hot mot säkerheten på klubbhuset.
7. Klubbhuset tillhandahåller en effektiv uppsökande verksamhet för att nå de medlemmar som inte kommer till verksamheten. Detta för att de inte skall bli isolerade i samhället eller hospitaliserade under en sjukhusvistelse.

Relationer
8. Alla klubbhusets möten är öppna för både medlemmar och anställda. Det skall inte finnas några formella medlems- eller personalmöten där det tas verksamhetsbeslut eller där man diskuterar medlemsfrågor.
9. Klubbhusets anställda är tillräckligt många för att engagera medlemmarna. Antalet anställda bör inte vara större än att det blir omöjligt att utföra arbetsuppgifterna utan medlemmars medverkan.
10. Klubbhusets anställda bör vara allsidiga och kunna inta olika roller i sitt arbete. De anställda har ett gemensamt ansvar för hela Fontänhusets verksamhet. För anställd gäller att man inte delar sitt arbete med ett andra större arbetsuppdrag som kan komma i konflikt i relationen mellan medlem och anställd.
11. Medlemmar samt anställda och ytterst klubbhuschefen ansvarar för verksamheten på arbetsplatsen. Centralt är engagerandet av medlemmar och anställda i alla delar av klubbhusets verksamhet.
Utrymme
12. Klubbhuset har en egen identitet, vilket innefattar namn, adress, telefonnummer och mejladress.
13. Klubbhuset har egna lokaler. Dess verksamhet är självständigt i förhållande till myndigheter, sjukvård och andra verksamheter. Lokalerna skall vara ändamålsenliga för den arbetsinriktade dagen samt tilltalande och ändamålsenliga, samtidigt skall de förmedla en känsla av respekt och värdighet.
14. Alla utrymmen på klubbhuset är tillgängliga för medlemmar och anställda. Det skall inte finnas utrymmen avsedda enbart för anställda eller medlemmar.
Den arbetsinriktade dagen
15. Den arbetsinriktade dagen engagerar medlemmar och anställda, man arbetar tillsammans för att driva huset. Klubbhuset fokuserar på individers positiva sidor, begåvning och färdigheter. På klubbhuset får ingen klinisk medicinsk behandling, dagvård eller terapiprogram förekomma.
16. Det arbete som utförs på klubbhuset är uteslutande arbete som uppstår för att driva och utveckla verksamheten på klubbhuset. I klubbhusets lokaler förekommer inget arbete för utomstående arbetsgivare. Klubbhuset betalar inte medlemmen för klubbhusarbete, det får inte förekomma några konstgjorda belöningssystem.
17. Klubbhuset är öppet minst fem dagar i veckan. Öppettiderna motsvarar samhällets normala arbetstider.
18. Klubbhuset är organiserat i en eller flera arbetsenheter, varje enhet skall ha tillräckligt med personal, medlemmar och meningsfullt arbete för att kunna genomföra en fullständig och engagerande arbetsinriktad dag. Arbetsdagen organiseras och planeras på enhetsmöten vars syfte även är att främja relationerna på enheten.
19. Allt arbete i klubbhuset är till för att stärka medlemmars självkänsla, självförtroende och för att återfå en mening i tillvaron. Arbetet skall inte ses som en yrkesutbildning.
20. Det skall finnas en möjlighet för medlemmar att delta i husets samtliga arbetsuppgifter, exempelvis administration, forskning, registrering och introduktion av nya medlemmar samt upprätthållande kontakt med dessa. Medlemmar skall arbeta med anställning, träning och utveckling av anställda, PR-uppdrag, rådgivning för andra medlemmar samt utvärdering av Fontänhusets verksamhet.
Anställning
21. Klubbhuset erbjuder sina medlemmar möjligheter till att återgå till arbetsmarknaden och betalt arbete genom övergångsanställningar, anställningar med stöd och egna anställningar. Därför skall klubbhuset inte anställa medlemmar för uppdrag i huset. Klubbhuset skall inte heller driva företag där bara medlemmar anställs.
Övergångsarbete
22. Klubbhuset skall erbjuda egna övergångsarbeten. Genom dessa erbjuds medlemmar som en rättighet möjligheter till arbete på arbetsmarknaden. Klubbhusens program för övergångsarbeten definieras av att huset garanterar att alla arbeten är tillsatta. Vid sjukdom ersätts medlemmen av annan medlem eller handledare. Följande kriterier gäller också: 
a. Den viktigaste faktorn för att få en arbetsplacering är individens önskan om ett arbete.  
b. Oavsett resultat på tidigare arbetsplaceringar skall medlemmen få en ny möjlighet när så önskas  
c. Medlemmarna arbetar i arbetsgivarnas lokaler.  
d. Medlemmarna får avtalsenlig lön, av arbetsgivaren.  
e. Övergångsarbeten skall erbjudas inom olika arbetsområden.  
f. Övergångsarbeten är deltidstjänster och tidsbegränsade. Veckoarbetstiden skall uppgå till 15-20 timmar och skall pågå i 6 till 9 månader.  
g. Klubbhuset ansvarar för urval och träning av medlemmar till övergångsarbeten, inte arbetsgivaren.  
h. Klubbhuset ansvarar för kontakter med berörda myndigheter när medlemmar kommer ut i övergångsarbeten.  
i. Klubbhusets medlemmar och handledare sköter övergångsarbetsplaceringarna.  
j. Det skall inte finnas några övergångsarbeten inom klubbhuset. Övergångsarbeten skall utföras utanför huset och följa de kriterier som beskrivits ovan.  
OBS: Övergångsarbete anses vara svårt att förena med svensk arbetsmarknadslagstiftning och de regelverk som gäller för vårt välfärdssystems sjukersättningar. De svenska Fontänhusen prioriterar därför andra sätt till lönearbete än övergångsarbete.
Arbete med stöd och egna anställningar
23. Klubbhuset skall ha ett eget program där man hjälper medlemmar att säkra, behålla och förbättra sina anställningar. Definitionen för stöd är att klubbhuset kontinuerligt fortsätter att stödja medlemmen i dennes arbete och bibehåller en relation med arbetsgivaren. Klubbhuset och den arbetande medlemmen gör en ömsesidig överenskommelse om vilken typ av stöd som behövs, hur ofta det behövs och var man vill ha stödet.
24. Medlemmar med egen anställning skall ha möjlighet till fortsatt stöd från klubbhuset och ha tillgång till allt stöd från huset vad gäller rättigheter, boende, rättsliga, finansiella och personliga frågor. De har också fortsatt rätt att delta i alla aktiviteter.
Utbildning
25. Klubbhuset bör hjälpa medlemmar att nå sina mål inom utbildningar av olika slag. Huset kan också erbjuda utbildning inom husets väggar, det är då lämpligt att använda sig av de färdigheter som medlemmar kan erbjuda.
Husets funktioner
26. Klubbhuset skall ligga i ett område där det finns god tillgång till allmänna kommunikationer. Om tillgången på allmänna kommunikationsmedel är begränsad bör klubbhuset erbjuda alternativ för transport.
27. Klubbhusen bör understödja sina medlemmar i olika frågor. Hjälpen är kopplad till medlemmens enhet. Den skall inkludera att hjälpa till med rättsliga frågor, boende, främjande av hälsosamma livsstilar, såväl som hjälp med att hitta god medicinsk, psykologisk, farmakologisk och beroendevård inom samhället.
28. Klubbhuset åtar sig att se till att alla medlemmar får många valmöjligheter till ett säkert, godtagbart och ekonomiskt överkomligt boende. Klubbhuset har tillgång till möjligheter som uppfyller dessa kriterier i annat fall utvecklar klubbhuset ett eget boendeprogram. Följande kriterier gäller för boendeprogrammet: 
a. Medlemmar och anställda sköter verksamheten tillsammans.  
b. Medlemmar bor där av egen vilja.  
c. Medlemmar väljer var de vill bo och med vem.  
d. Målsättning och tillvägagångssätt är utformade på ett adekvat sätt i förhållande till den övriga verksamhet.  
e. Stödnivån ökar eller minskar i förhållande till medlemmens behov.  
f. Medlemmar och anställda deltar aktivt för att hjälpa medlemmar att behålla deras boende, speciellt under sjukhusvistelser.  
OBS: De svenska kommunerna har en lagstadgad skyldighet att tillgodose individer med bostad i Sverige. Fontänhusen kan bara vara ett komplement.
29. Varje Fontänhus har ett instrument för objektiv självutvärdering. Utvärderingen skall genomföras med regelbundna intervall.
30. Fontänhusets chef, medlemmar, anställda och för huset viktiga personer bör delta i en treveckorsutbildning på ett certifierat träningshus.
31. Fontänhuset skall ha ett socialt och ett rekreationsprogram, lämpligen på kvällar och helger. Helgdagar skall firas på den dag som de infaller.
Finansiering, ledning och administration
32. Fontänhuset bör ha en oberoende styrelse. Finansieras Fontänhuset av paraplyorganisation eller annan finansiär bör Fontänhuset ha en separat styrelse bestående av personer som kan stödja huset i olika frågor; finansiella, juridiska, konsument, samhälle och vara rådgivande.
33. Fontänhuset upprättar och följer en egen budget. Budgeten godkänns av styrelsen eller den rådgivande styrelsen. Den skall upprättas i början av året därefter följas upp flera ggr under året.
34. De anställdas löner är konkurrenskraftiga i förhållande till liknande arbeten.
35. Fontänhuset bör ha stöd av lämpliga myndigheter inom hälsovården. Fontänhuset samarbetar med människor och organisationer som kan öka husets effektivitet.
36. Fontänhuset har öppna mötesformer och rutiner som möjliggör för anställda och medlemmar att aktivt delta i beslutsfattande gällande husets ledning, policy, framtidsplaner och utveckling. Konsensusbeslut är önskvärda.

## Ekonomi för samhället
Statistiken visar att medlemskap i ett fontänhus resulterar i avsevärt minskat antal dagar på sjukhus (Di Masso et al, 2001), minskad användning av sociala insatser och öppenvård (Konsulentfirmaet KX, 2011), bättre livskvalitet (Jung, SH o Kim, HJ, 2012, Psychiatric Rehabilitation Journal, 35, 460-65) och att medlemmar blir mer benägna att både söka arbete och behålla arbete (Schonebaum, A o Boyd, J, 2012, Psychiatric Rehab Journal, 35,391-95). Ännu tydligare blir det i en amerikansk studie (Gorman, J, 2014. Master Thesis American University) som visar att för varje investerad dollar i fontänhusens arbetsprogram så sparar samhället 1,31 dollar i omkostnader.
I Finland tyder även forskningen (Hietala-Paalasmaa et al, 2009) på att fontänhusens klubbhusmodell är kostnadseffektiv, i USA har antalet inläggningar på sjukhus minskat med 75 procent bland fontänhusens medlemmar (Di Masso et al, 2001) Enligt dansk forskning (Hoejmark et al, 2011) har det att göra med att tydliga ramar och stödstrukturer (likt fontänhusens) är det bästa sättet att bidra till personers utveckling och längre förändringsprocesser. I Sverige kan vi jämföra fontänhusen med de snarlika sociala arbetskooperativen. Socioekonomiska bokslut (Nilsson, I o Wadeskog, A; Bättre och Billigare, 2014) visar att två arbetskooperativ med en årsbudget på omkring 1-1,4 miljoner kronor efter 5 år kan generera vinster på 5 miljoner för kommunen och 18 miljoner för samhället.

## Internationella utmärkelser
- 1996 – National Alliance on Mental Illness Rehabilitation Program of the Year Award

- 1999 – American Psychiatric Association Gold Achievement Award for Exemplary Community Programming

- 2001 – Lilly Reintegration Award for Social Support and Rehabilitation (Första Plats)

- 2011 – Brain & Behavior Research Foundation (formerly NARSAD) Productive Lives Award

- 2011 – Added to SAMHSA National Registry of Evidence-based Programs and Practices

- 2013 – National Council for Community Behavioral Healthcare’s Award of Excellence for education programming (Första Pris)

- 2014 – Marty Smith Memorial Award av the New York Association of Psychiatric Rehabilitation Services

- 2014 – The 2014 Conrad N. Hilton Humanitarian Prize[2]